# Veu per WLAN

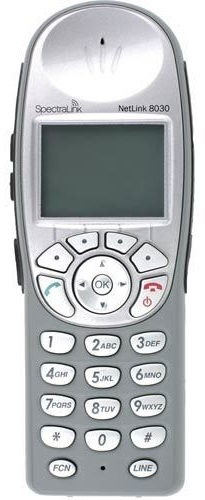
SpectraLink 8030 NetLink Kirk Telecom OEM 2007:
Polycom, Nortel, Avaya, Alcatel, Nec, Lucent VoWLAN telèfon

Veu per WLAN (VoWLAN), també Veu per WiFi (VoWi-Fi), és l'ús d'una xarxa de banda ampla sense fil segons els IEEE 802.11 estàndards pel propòsit de conversa vocal. En essència, és Veu per IP (VoIP) sobre una xarxa de Wi-Fi. En la majoria de casos, la xarxa de Wi-Fi i components de veu que donen suport el sistema de veu és de propietat privada.
VoWLAN Pot ser conduït sobre qualsevol dispositiu accessible d'Internet, incloent un portàtil, PDA o VoWLAN, unitats que miren i funcionen com DECT i telèfons mòbils. Només com IP-DECT, el VoWLAN té avantatges principals pels consumidors, fent més econòmiques les trucades locals i internacionals, trucades gratuïtes a altres unitats VoWLAN i una facturació simplificadament integrada dels dos telèfons i proveïdors de servei d'Internet.
Tot i que VoWLAN i 3G tenen certes semblances, VoWLAN és diferent en el sentit que utilitza una xarxa d'internet sense fil (típicament 802.11) en comptes d'una xarxa cel·lular. Ambdós, VoWLAN i 3G, són utilitzats de maneres diferents, tot i que amb un femtocell els dos poden proporcionar un servei similar als usuaris i es poden considerar alternatives.

## Aplicacions
Per una organització d'ubicació habilita l'ús d'una xarxa Wi-Fi existent per baix, o no, cost d'ús en comunicació VoIP (per tant VoWLAN) en una manera similar per sistema radiofònic mòbil terrestre o sistemes de walkie-talkie i canals d'emissió d'emergència. Són també utilitzats a través d'ubicacions múltiples per treballadors mòbils com conductors de repartiment, aquests treballadors necessiten treure avantatge dels tipus de serveis 3G per la qual cosa una empresa proporciona accés de dades entre els dispositius de mà i les empreses de xarxa back-end.

## Beneficis
Una veu en un sistema de WLAN ofereix molts beneficis a organitzacions, com hospitals i magatzems. Tals avantatges inclouen mobilitat augmentada i estalvis. Per exemple, les infermeres i els doctors dins d'un hospital poden mantenir comunicacions de veu a qualsevol temps a menys cost, comparat amb un servei telefònic.

## Tipus
1. Com una extensió a la xarxa cel·lular que utilitza Xarxa d'Accés Genèric o Unlicensed Accés Mòbil (equivalent però el terme més comercial).
2. Com una la xarxa local independent d'empresa telefònica.

## Consideracions de disseny
Una xarxa de Wi-Fi que dona suport a la telefonia de veu ha de tenir compte amb el disseny, d'una manera que maximitzi el rendiment i sigui capaç de donar suport a la densitat de trucada aplicable. Una xarxa de veu inclou camins de trucada, a més dels punts d'accés del Wi-Fi. Els camins proporcionen a la trucada qla opció de ser manejada entre telèfons d'IP sense fil i connexions a sistemes telefònics tradicionals. La xarxa de Wi-Fi que dona suport a aplicacions de veu ha de proporcionar més cobertura de senyal de la que és necessària per a la majoria d'aplicacions de dades. A més, la xarxa de Wi-Fi ha de proporcionar una itinerància perfecta entre punts d'accés.

## Servei comercial
Un dels atractius de VoWLAN és que utilitza àmpliament Wi-Fi disponible i com a tal pot ser utilitzat sense implicar un proveïdor de servei (p. ex. un client d'Skype en un portàtil connectat a internet a través del Wi-Fi). Tanmateix, hi ha operadors de xarxa que utilitzen aquesta tecnologia com a part de la seva oferta de servei, normalment utilitzant accés mòbil sense llicència per repartir servei de veu a casa. Els exemples inclouen T-Mobile @Home a EUA, o Orange's, servei d'UNIK a França.

## Alternatives
Tal com s'ha comentat, dins de molts contextos un femtocell, utilitzant tecnologia cel·lular per connectar a terminals estàndards, pot ser considerat un alternatiu a VoWLAN.